# Elizabeth M. Kennedy
Elizabeth M. Kennedy fue la presidenta de la Women's Engineering Society (WES) de 1932 a 1934. Trabajó para el fabricante de maquinaria con sede en Londres Messrs JB Stone & Co, inicialmente como mecanógrafa antes de ser nombrada codirectora gerente en 1915. Poco tiempo después, fue ascendida a directora general y permaneció en este cargo hasta su jubilación en 1934. A pesar de sus logros comerciales como ingeniera y mujer de negocios después de la Primera Guerra Mundial, incluidas las oportunidades de viajar a Estados Unidos, Kennedy se mantuvo firme en no considerarse a sí misma como feminista, lo que confirmó en el discurso de jubilación de WES:
"No soy feminista". . . " Nunca lo he sido, y aunque pueda ofender a algunas de mis amigas al decirlo, no creo que haya sido el hecho de que se encadenaron a las barandillas lo que obtuvo el voto de las mujeres. Demostraron su valía durante la guerra. Es la capacidad de hombres o mujeres lo que debería darles la oportunidad de hacer lo que quieran"

## Carrera profesional
Cuando era adolescente, Kennedy tenía aspiraciones de convertirse en reportera de un diario de Londres. Obtuvo un puesto en un semanario suburbano, pero fue rechazada porque el editor tenía "la impresión de había elegido a un hombre".

### Empresa de los Sres. JB Stone & Co.
Posteriormente, Kennedy encontró empleo como taquígrafa con los Sres. JB Stone & Co, una empresa que inicialmente se especializó en trabajar la madera y en maquinaria para trabajar la madera, con sede en el este de Londres. El negocio se expandió gradualmente para incluir herramientas de mecanizado para metales. Fue nombrada Secretaria en 1915 cuando JB Stone & Co. se convirtió en una sociedad de responsabilidad limitada. En 1915 fue nombrada directora general adjunta y, poco después, directora general, y era conocida por alentar a las mujeres a abrirse camino desde abajo en las organizaciones. A ella se le atribuye "un papel decisivo en la puesta en el mercado de las máquinas de mordisquear, los sujetadores de cinturones Alligator y otras especialidades". La máquina Nibbling se utilizó para el corte rápido de chapa. Kennedy permaneció como directora general hasta su jubilación voluntaria en junio de 1934.

### Women's Engineering Society (Sociedad de Ingeniería de Mujeres)
Kennedy se convirtió en miembro de la Women's Engineering Society en 1925. Fue nombrada presidenta de la sociedad en 1932 y reelegida en 1933.
En 1927 pronunció una conferencia titulada El viaje de una mujer de negocios a Estados Unidos, así como un debate sobre La importancia relativa de la ingeniería comercial y técnica en las condiciones actuales. Como parte de este último evento, Kennedy argumentó desde el punto de vista comercial en contra de Verena Holmes que defendía el lado técnico. Durante este debate, Kennedy hizo hincapié en la importancia de la armonía entre los roles comerciales y técnicos en la ingeniería porque "[la invención] no puede progresar sin finanzas" pero aún requiere "visión y iniciativa para producir lo que se necesita".
Kennedy presentó sus puntos de vista sobre la depresión comercial de la posguerra en su discurso de jubilación, escrito en 1934. Ella especulaba con que una posible causa se debía a "la colosal sobreproducción durante el final y poco después de la guerra, cuando las empresas se habían acelerado para satisfacer grandes demandas". Cuando estos productos dejaron de ser necesarios, los fabricantes se vieron obligados a recomprar el exceso de existencias para evitar que "se vendieran a bajo precio e inundaran los mercados".

## Viaja a América
Kennedy realizó muchas visitas a los Estados Unidos durante su empleo con los Sres. JB Stone & Co. Ltd, abarcando un período de tiempo en el que Estados Unidos disfrutó de gran prosperidad, así como durante los últimos años de depresión.
En su conferencia titulada A Business Woman's Trip to America, dirigida a la Women's Engineering Society el 8 de abril de 1927, analiza sus opiniones sobre cómo hacer negocios en Estados Unidos, la posición de la mujer y las razones para visitar el país. Es de destacar su descripción de que "la característica sobresaliente de América era el espíritu de juventud que prevalecía en todas partes". Estaba impresionada por la tremenda empresa de los estadounidenses, al afirmar que un "hombre dejaría su trabajo cuando fuera de mediana edad y comenzaría de nuevo, lo que resultaba inaudito en su país". Kennedy comenta el espíritu de cooperación entre los dueños de las fábricas y los trabajadores, resumiendo que "siempre hay una palabra alegre y una sonrisa para todos, lo cual es muy típico del hombre de negocios estadounidense". También analiza el papel de la mujer en Estados Unidos, destacando que no existe diferenciación entre el trato a hombres y mujeres de negocios en restaurantes y hoteles. Ella veía esto como "un modelo a seguir por el mundo con cortesía". Sin embargo, al referirse a las mujeres en la industria, concluyó que había más posibilidades en el Reino Unido que en Estados Unidos porque "las mujeres estadounidenses estaban más en un pedestal y sus hombres no las consideraban como factores muy serios en la vida empresarial".

## Opinión sobre las mujeres ingenieras
En el discurso de su jubilación como presidenta de la Women Engineering Society, Kennedy afirmó que "no creo que haya un gran futuro para las mujeres ingenieras", pero que "nunca estará de acuerdo en que están invadiendo el trabajo de los hombres". En su opinión, el trabajo de los hombres y el trabajo de las mujeres no deben ser distintos y "si una niña tiene talento para la ingeniería, déjela que se dedique a ese trabajo, así como un hombre con talento para la ropa se dedicará al diseño de vestidos". Resaltando la presión de la vida familiar y la falta de longevidad profesional en la década de 1930, Kennedy escribe:
"El principal inconveniente de la posición de las mujeres en el mundo de la ingeniería es el hecho de que la ingeniería es un trabajo de por vida, y la niña promedio no espera, incluso hoy en día, trabajar toda su vida. Si le pregunta a un niño que ingresa a la profesión de ingeniería cuál será su puesto a la edad de cuarenta años, él dirá: "Gerente de una central eléctrica" o "Ingeniero jefe", pero si a una niña le hacen la misma pregunta, a menudo ella responde: "Espero no seguir trabajando a los cuarenta". 
En el volumen 8 (núm. 8) de The Woman Engineer, con fecha de primavera de 1958, se informaba de la muerte de Kennedy. Su obituario decía que ella "había pasado toda su vida en ingeniería".